# Лас-Тоскас
Лас-Тоскас (исп. Las Toscas) — населённый пункт в северной части Уругвая, в департаменте Такуарембо.

## География
Расположен в 60 км к юго-востоку от города Ансина и в 120 км к юго-востоку от административного центра департамента, города Такуарембо. Абсолютная высота — 121 метр над уровнем моря.

## Население
По данным на 2011 год население составляет 1142 человека.
| Год  | Население |
| ---- | --------- |
| 1975 | 175       |
| 1985 | 461       |
| 1996 | 651       |
| 2004 | 781       |
| 2011 | 1142      |

Источник: Instituto Nacional de Estadística de Uruguay